# Óscar Mavila Ruiz
Óscar Mavila Ruiz, (Ayacucho, 29 de junio de 1876 - Lima, 30 de junio de 1950) fue un marino y político peruano. Fue ministro de Gobierno y Policía en 1919.

## Biografía
Hijo del coronel Octavio Mavila e Isabel Ruiz. Egresó de la Escuela Naval en 1897 como guardiamarina. En 1901 fue destacado a la región amazónica. Participó en la elaboración de las cartas geográficas del río Marañón y sus principales afluentes de su margen izquierda (como Curaray y Napo, Morona y Pastaza).  Integró las fuerzas fluviales peruanas que rechazaron las incursiones ecuatorianas sobre territorio peruano, en el combate de Angoteros (26 de junio de 1903) y en el combate de Torres Causana (28 de julio de 1904). 
En 1904 formó parte de la comisión mixta peruano-brasileña que al mando de Enrique Espinar reconoció el curso del río Yurúa para fijar la frontera entre Perú y Brasil. 
En 1906 viajó a Inglaterra con la dotación que debía recibir de los astilleros Vickers el crucero Coronel Bolognesi, cuya construcción, junto con la del crucero Almirante Grau, fue ordenada por el primer gobierno de José Pardo y Barreda, con los fondos obtenidos de una erogación popular y de un empréstito. La llegada al Callao de estos buques, en agosto de 1907, produjo un estallido de júbilo patriótico en todo el Perú, pues significaba el renacimiento de la armada nacional. Poco después, Mavila pidió su baja por razones de salud y en 1910 se hallaba nuevamente en Loreto cuando estalló la amenaza de guerra con el Ecuador. En esta ocasión, asumió el comando de la flotilla que operó sobre el río Napo.
Fue elegido diputado por la provincia de Ucayali en 1913. Asumió el Ministerio de Gobierno y Policía el 26 de abril de 1919, en el tramo final del segundo gobierno de José Pardo y Barreda, pero su gestión se vio interrumpida por el golpe de Estado perpetrado por Augusto B. Leguía el 4 de julio de ese año, siendo apresado.
En 1923 se le expidió su retiro como teniente primero. Se consagró entonces a la docencia, como profesor de Matemáticas Superiores en las Escuelas Militar y Naval. En 1933 fue ascendido a capitán de corbeta y luego a capitán de fragata, en reconocimiento a su actuación en Angoteros y Torres Causana. Ese mismo año fue nombrado prefecto de Loreto, cargo en el que permaneció hasta 1936. Luego fue prefecto de Lima. Entre 1939 y 1945 fue senador por Loreto.
Falleció en Lima el 30 de junio de 1950 a los 74 años de un infarto al corazón.